# Werner Illing
Pour les articles homonymes, voir Illing.
 (avril 2015).
Si vous disposez d'ouvrages ou d'articles de référence ou si vous connaissez des sites web de qualité traitant du thème abordé ici, merci de compléter l'article en donnant les références utiles à sa vérifiabilité et en les liant à la section « Notes et références ».
Werner Illing, né le 12 février 1895 à Chemnitz, mort le 24 juin 1979 à Esslingen, est un écrivain allemand, scénariste et réalisateur.

## Biographie
Après l'école, il est mobilisé en tant qu'opérateur de radio lors de la Première Guerre mondiale et quitte l'armée en 1918 avec le grade de lieutenant. 
En 1922, il abandonne ses études à la suite du décès de son père et retourne à Chemnitz, où il reprend l'entreprise familiale. Dans son temps libre, il continue son activité d'écrivain. En 1925, il devient pigiste pour le journal Vossische à Berlin. Vers 1928-1929, il est correspondant étranger du journal en Provence et à Paris. À partir de 1927, il est employé de la centrale allemande de radiodiffusion AG à Leipzig. En 1929, il est directeur de la production pour la musique et le divertissement à Berlin Allemagne radio. Il a traduit de l'anglais de nombreux romans de Ellery Queen de l'édition Ullstein. Pendant ce temps, il a également écrit deux romans utopiques dont Utopolis, une « utopie prolétarienne » ayant reçu beaucoup d'attention.
En 1939-1945, il est de nouveau un soldat. Après la Seconde Guerre mondiale, il s'installe à Stuttgart, et à partir de 1949 il est principalement actif pour la radio allemande du sud. Il écrit également des pièces (Le Déluge, 1947). Il meurt à l'âge de 84 ans à Esslingen.

## Publication
- Utopolis, roman utopique d'anticipation technique